# Onze-Lieve-Vrouwepoort
De Onze-Lieve-Vrouwepoort, ook wel (Hoge) Kolenpoort genoemd, was een middeleeuwse stadspoort langs de rivier de Maas in de Nederlandse stad Maastricht. De oorspronkelijke poort dateert uit het tweede kwart van de 13e eeuw en was onderdeel van zowel de eerste als tweede stadsomsluiting van Maastricht. De poort was gelegen aan de Graanmarkt, vlak bij de Onze-Lieve-Vrouwekerk, en gaf daar toegang tot de Maaskade (Het Bat). In 1849 werd de poort ingrijpend verbouwd, waarna in 1868 sloop volgde.

## Bouw middeleeuwse stadsmuren en Onze-Lieve-Vrouwepoort
Over de exacte bouwgeschiedenis van de eerste middeleeuwse stadsmuur van Maastricht bestaat geen duidelijkheid. In 1229 gaf de hertog van Brabant toestemming om een stenen muur om de stad te bouwen. Eerder was er al een aarden wal opgeworpen met daarop palissaden, maar deze was door de bisschop van Luik, medeheer van het tweeherige Maastricht, verwoest tijdens het Beleg van Maastricht (1204). De nieuwe muur op de linker Maasoever bestond uit kolenzandsteen, strekte zich uit over een lengte van ongeveer 2,5 kilometer, was 6 à 8 meter hoog en had in totaal 11 poorten. Van de poorten is alleen de Helpoort overgebleven.

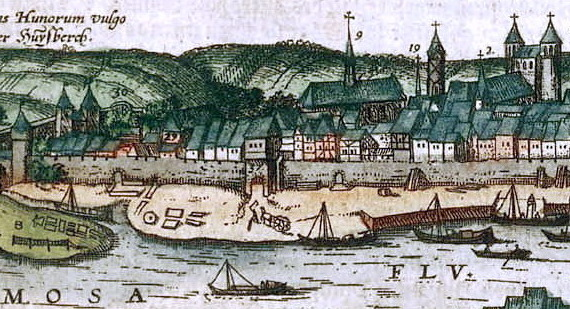
De Maaskade op het panorama van Simon de Bellomonte, ca. 1570

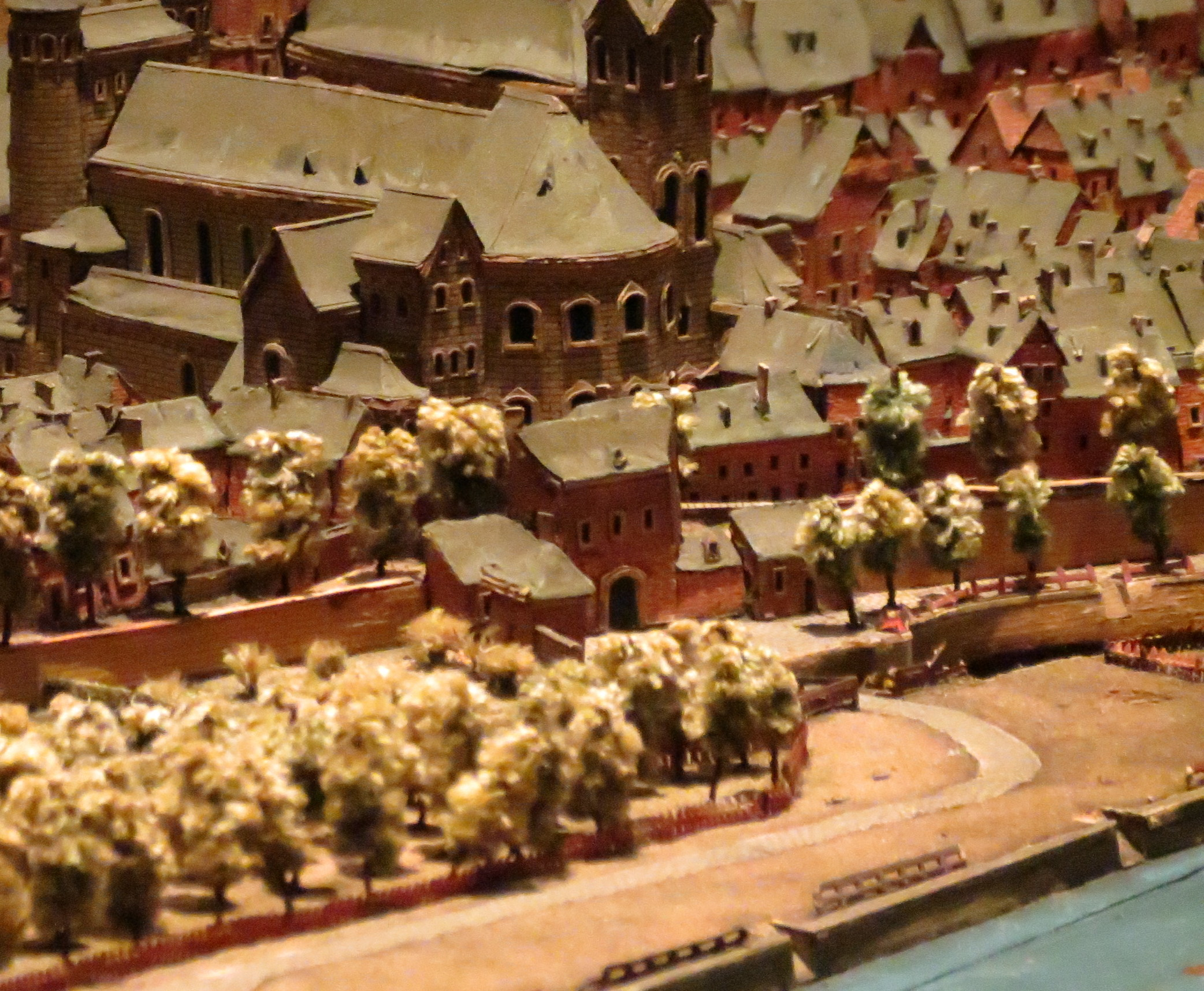
De omgeving van de Onze-Lieve-Vrouwepoort op de originele Maquette van Maastricht te Rijsel, ca. 1750

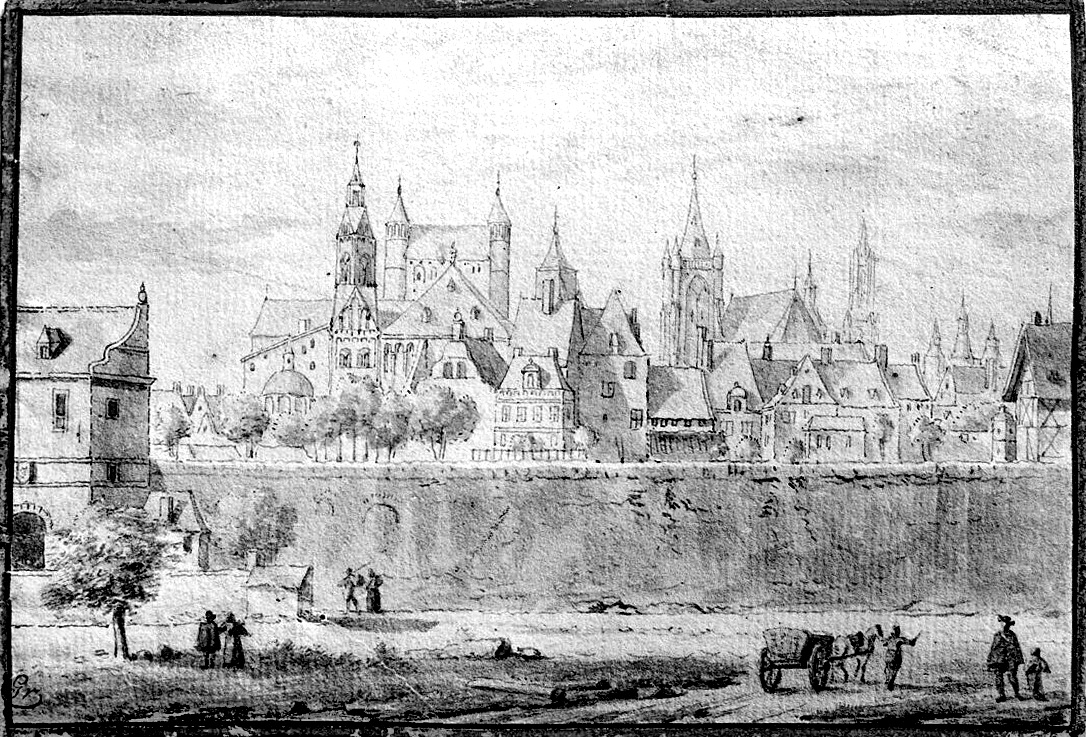
Het Bat omstreeks 1800. Links de Onze-Lieve-Vrouwepoort

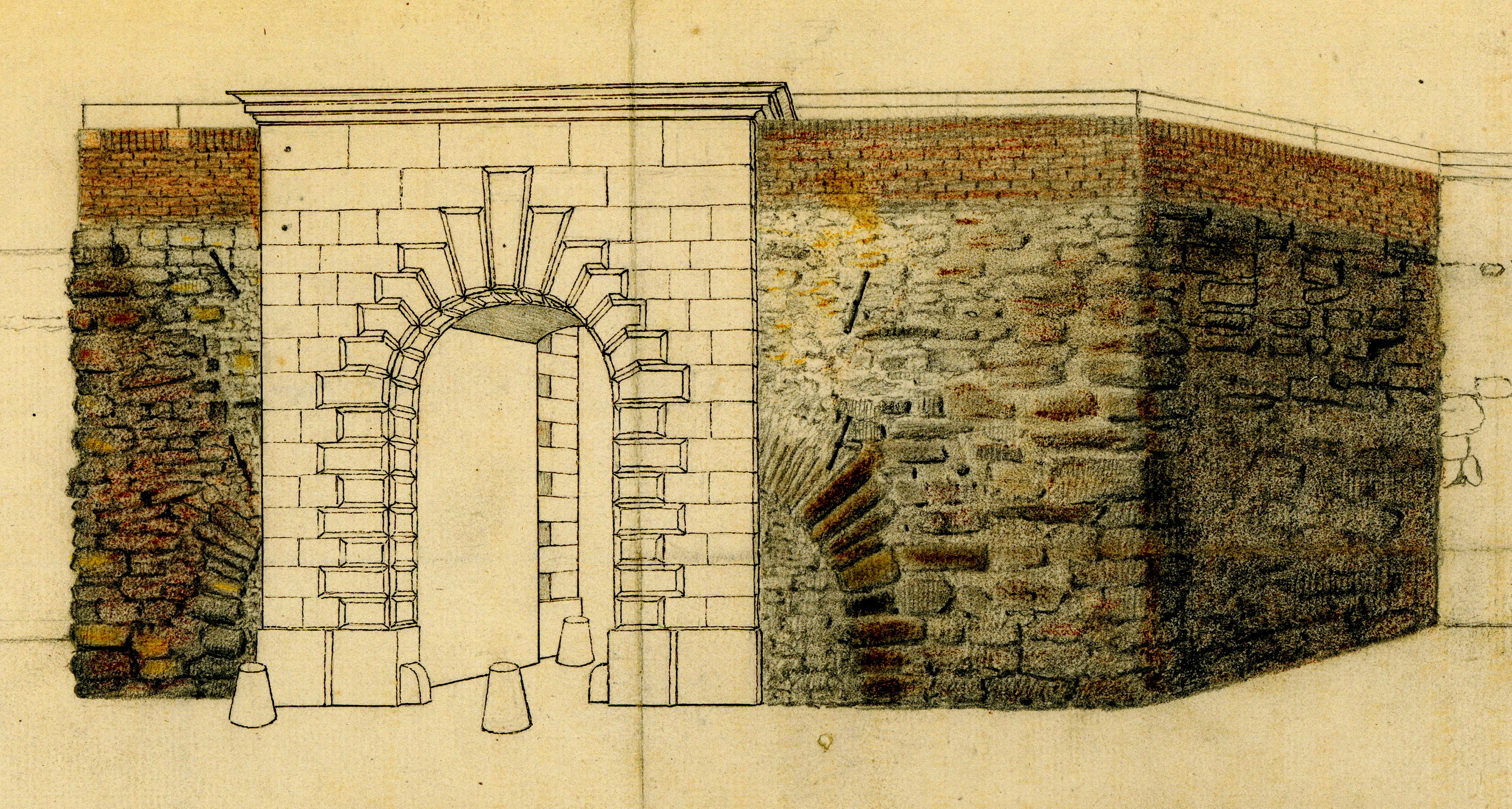
De Onze-Lieve-Vrouwepoort tussen 1849 en 1868. Tekening van Jan Brabant

De Onze-Lieve-Vrouwepoort vormde vanouds de belangrijkste toegang tot de Maaskade, ter plaatse Koolbat genoemd. De naam Koolbat is waarschijnlijk ontleend aan de steenkool die hier per schip vanuit het Luikerland werd aangevoerd en opgeslagen. In 1439 wordt de Onze-Lieve-Vrouwepoort aangeduid als Koleporte, in 1463 als Koelreport. Op het stadspanorama van Simon de Bellomonte wordt de Onze-Lieve-Vrouwepoort Porta Carbonaria superior genoemd en de iets noordelijker gelegen Jodenpoort Porta Carbonaria inferior (Hoge en Lage Koolpoort). Enigszins verwarrend werd ook de Wycker Waterpoort Koolpoort genoemd.
Matthaeus Herbenus sprak omstreeks 1500 van de Porta Regia (Koningspoort), maar bedoelde wellicht een andere poort. Vanaf de 17e eeuw wordt vrijwel uitsluitend de naam Onze-Lieve-Vrouwepoort gebruikt. In 1655 werd de poort op kosten van Onze-Lieve-Vrouwekapittel en het stadsbestuur verbreed. De kanunniken van Onze-Lieve-Vrouwe zouden ook als enige de sleutel van de poort in bezit hebben.
In de Onze-Lieve-Vrouwewal bevonden zich een aantal andere stadspoorten en een wisselend aantal poternes, kleine poorten die bij oorlogsdreiging gemakkelijk dichtgemetseld konden worden. Na het gereedkomen van de tweede middeleeuwse stadsmuur bleef de Onze-Lieve-Vrouwepoort gewoon in gebruik, aangezien er langs de Maas geen ruimte was voor een wijdere enceinte (stadsomsluiting). In het laatste kwart van de 15e eeuw bleek het door verbeterde gevechtstechnieken noodzakelijk de stadsmuren verder te versterken met bolwerken. Ook aan de Maaskade, tussen de Maasbrug en de Onze-Lieve-Vrouwepoort, kwam een bolwerk tot stand. In de 17e eeuw werd de stadsmuur langs de Maas op diverse plaatsen herbouwd en aan de stadszijde versterkt met een aarden wal.
De Onze-Lieve-Vrouwepoort was een eenvoudig bouwwerk op een grondplan van een onregelmatige rechthoek met een uitkragende verdieping en een zadel- of lessenaardak. De poort sprong aan de Maaszijde meer dan 3 meter uit ten opzichte van de stadsmuur. De poortdoorgang was enkele meters diep en werd afgesloten door twee poortvleugels. Later werd de bovenbouw afgebroken en vervangen door een bakstenen borstwering. In 1774 werd het orgelhuisje van de poort met het mechaniek voor het valhek verwijderd. Tegelijkertijd werd de wolfskuil aan de Maaszijde gedempt en de bijbehorende valbrug verwijderd. Voor de poort lag een vaste (houten) brug over de Jeker, die iets ten noorden van deze brug in de Maas stroomde. 
Door het graven van het Kanaal Luik-Maastricht in 1845-'50 moest de Onze-Lieve-Vrouwepoort in 1849 worden verbouwd. De nabij gelegen Batpoort moest zelfs helemaal wijken voor de aanleg van het kanaal. Aangezien het terrein voor de Onze-Lieve-Vrouwepoort enkele meters was opgehoogd, moest ook de poortdoorgang worden verhoogd. De nieuwe doorgang van grijze Naamse steen had een classicistisch uiterlijk en contrasteerde sterk met de rest van de poort in bruine kolenzandsteen. Over het kanaal kwam een ophaalbrug met stenen pilasters, later vervangen door een gietijzeren versie. De brug sloot aan op het dijkje dat, vanaf de Sint Servaasbrug in het noorden tot aan het begin van het stadstracé in het zuiden, het kanaal scheidde van de Maas en verderop van de Jeker. Op het dijkje ('t Wèlke = walletje) werd met stenen van de afgebroken Batpoort een tamboer aangelegd, een klein verdedigingswerk bestaande uit twee vleugelmuren met schietgaten en stenen stijlen, waarin balken konden worden geplaatst om de toegang te versperren. Achter de tamboer lag de vaste houten brug over de Jeker, die in 1878 zou worden vervangen door een stenen exemplaar. De brug gaf toegang tot de Kastanjelaan, een weg die langs het Stadspark naar Sint Pieter liep en in 1903 werd omgedoopt tot Parkweg. Vóór de Onze-Lieve-Vrouwepoort lagen links en rechts van de ophaalbrug over het kanaal twee eenvoudige gebouwtjes, een woning voor de brugwachter, later met verdieping (l) en een kantoortje voor de douane (r).

## Ontmanteling vesting en sloop Onze-Lieve-Vrouwepoort
In het midden van de 17e eeuw luidde de afbraak van de Leugenpoort en de Gevangenpoort op de Houtmarkt (voor de bouw van het Stadhuis van Maastricht) de teloorgang van de eerste stadsmuur in. Al eerder was de Veerlinxpoort wegens bouwvalligheid gesloopt. In de loop van de 18e eeuw verdwenen ook de meeste andere poorten van de eerste stadsomsluiting: in 1734 de Tweebergenpoort (deels), de Lenculenpoort en de Minderbroederspoort, in 1772 de Looierspoort. Door de aanleg van het Kanaal Luik-Maastricht in 1845-'50 verdwenen delen van de stadsmuur langs de Maas, inclusief de Batpoort en de Molenpoort.
Op 29 mei 1867 ondertekende koning Willem III der Nederlanden, na lang aandringen van onder andere de gemeente Maastricht, het besluit tot opheffing van de vestingstatus van Maastricht, Venlo, Bergen op Zoom, Vlissingen en enkele andere vestingen. In de jaren daarna werd de vesting Maastricht in opdracht van het Ministerie van Oorlog ontmanteld, waarna de gronden werden overgedragen aan de Dienst der Registratie en Domeinen voor sloop en herbestemming. De overgebleven stadspoorten van Maastricht, die onder de zeggenschap van het gemeentebestuur vielen, werden tussen 1867 en 1870 als eerste gesloopt; de Onze-Lieve-Vrouwepoort in 1868. De geleidelijke afbraak van de stadsmuren zou nog tot de jaren 1930 doorgaan. De ontmanteling van de vesting Maastricht werd door de meeste tijdgenoten gezien als het begin van een periode van grotere welvaart. Eindelijk kon de stad zich uitbreiden buiten de muren, in de voormalige vestingwerken. Tegen de afbraak van de eeuwenoude stadspoorten rees dan ook nauwelijks protest. Bij de start van de afbraak van de Tongersepoort in december 1867 was in de beschrijving voor de openbare aanbesteding geen enkele bepaling opgenomen over documentatie en oudheden. Door toedoen van de kunstenaar en oudheidkundige Alexander Schaepkens en de jonge Victor de Stuers werd bij de sloopbestekken van de andere poorten bepaald dat gedetailleerde tekeningen en foto's gemaakt moesten worden. De tekenmeester Johannes Brabant maakte in opdracht van het Geschied- en Oudheidkundig Genootschap schetsen en de fotograaf Theodor Weijnen foto's van de te slopen vestingwerken.
Tijdens de sloopwerkzaamheden van de Onze-Lieve-Vrouwepoort in 1868 werden de fundamenten van een ouder poortje ontdekt. Volgens Victor de Stuers, voorvechter van het behoud van oude monumenten, was dat de door Herbenus genoemde Koninklijke Poort (Porta Regia), de poort waar in de Romeinse tijd de Koninklijke Weg doorheen liep, die via de Maasbrug naar Aken voerde. Op de plek van de poort werden in het plaveisel twee stenen gelegd met het opschrift Porta Regia. Dit is echter een onjuiste aanname. Romeins is de Onze-Lieve-Vrouwepoort zeker niet geweest. De poort die aansloot op de Romeinse brug van Maastricht zou ter hoogte van de Plankstraat gelegen moeten hebben. De geleidelijke afbraak van de stadsmuur langs de Maaskades ging nog door tot begin 20e eeuw.

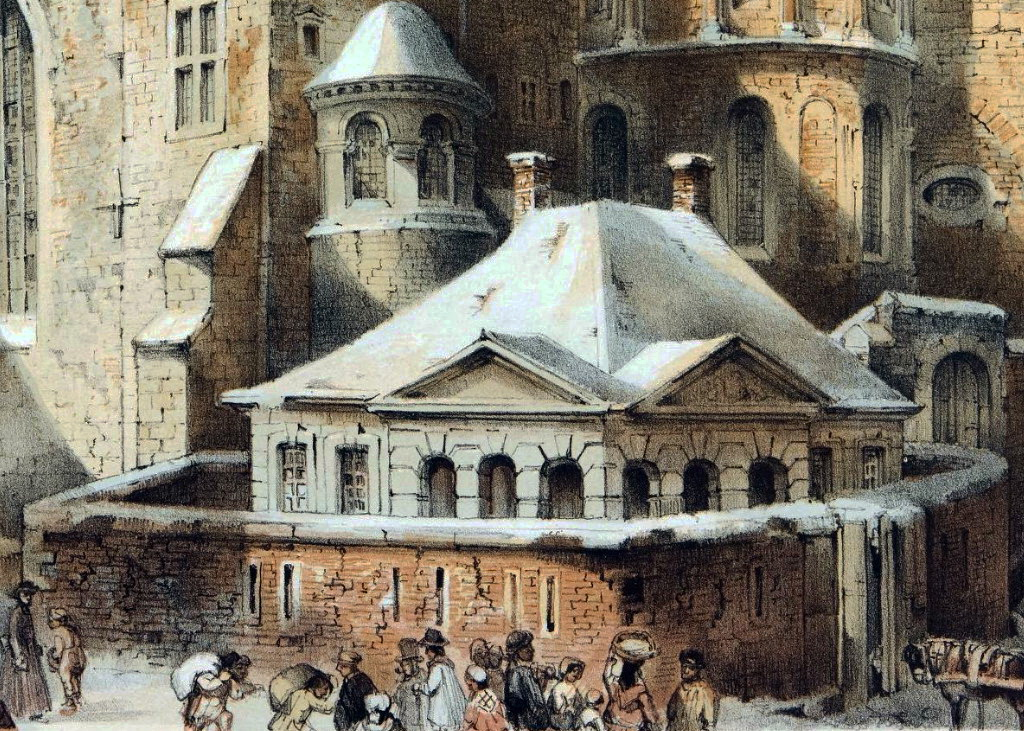
Ommuurd binnenwachthuis (A. Schaepkens, ca. 1850)
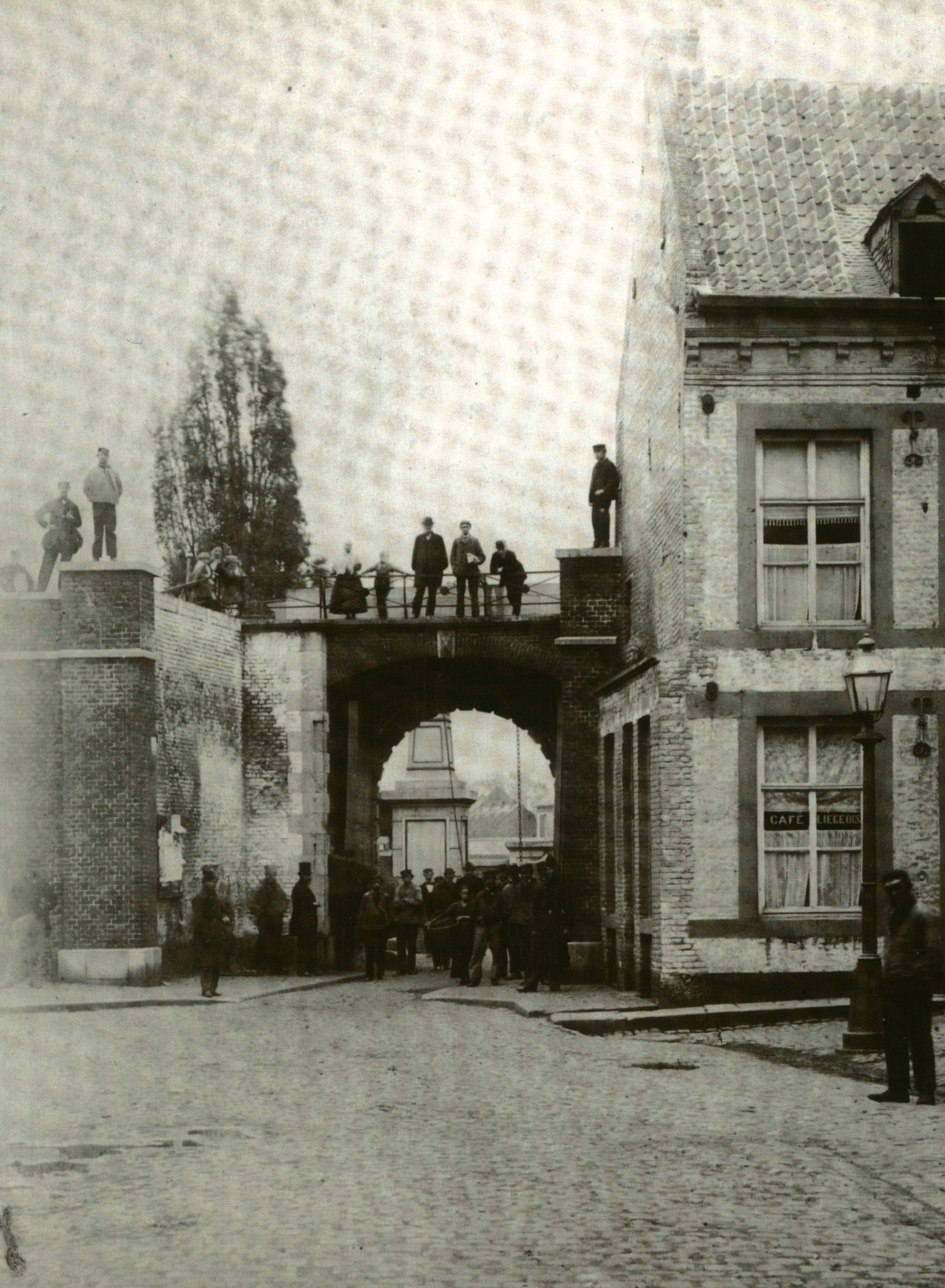
Stadszijde poort, kort voor de afbraak (Th. Weijnen, 1868)
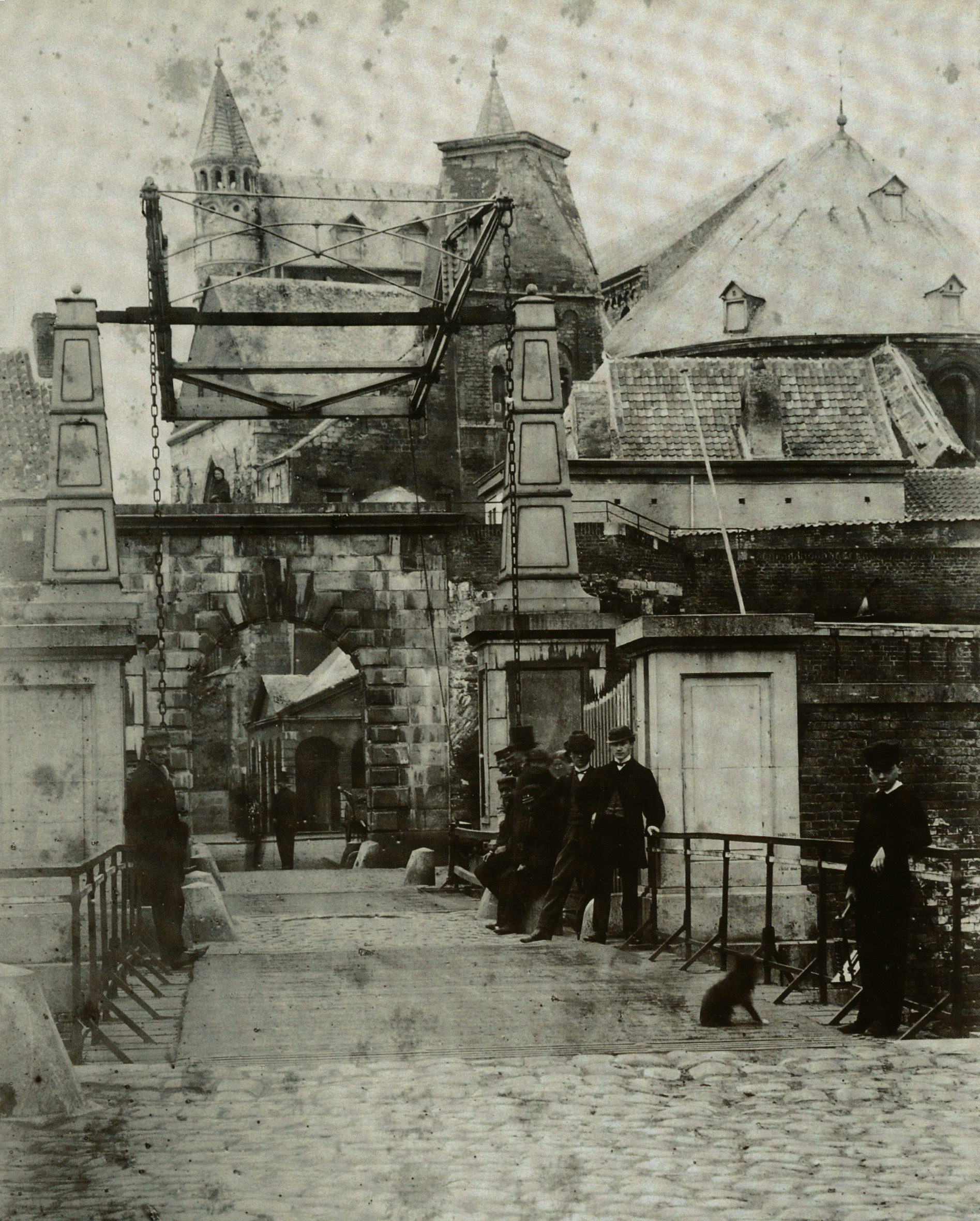
Brug en tamboer bij Jeker en kanaal (Th. Weijnen, 1868)
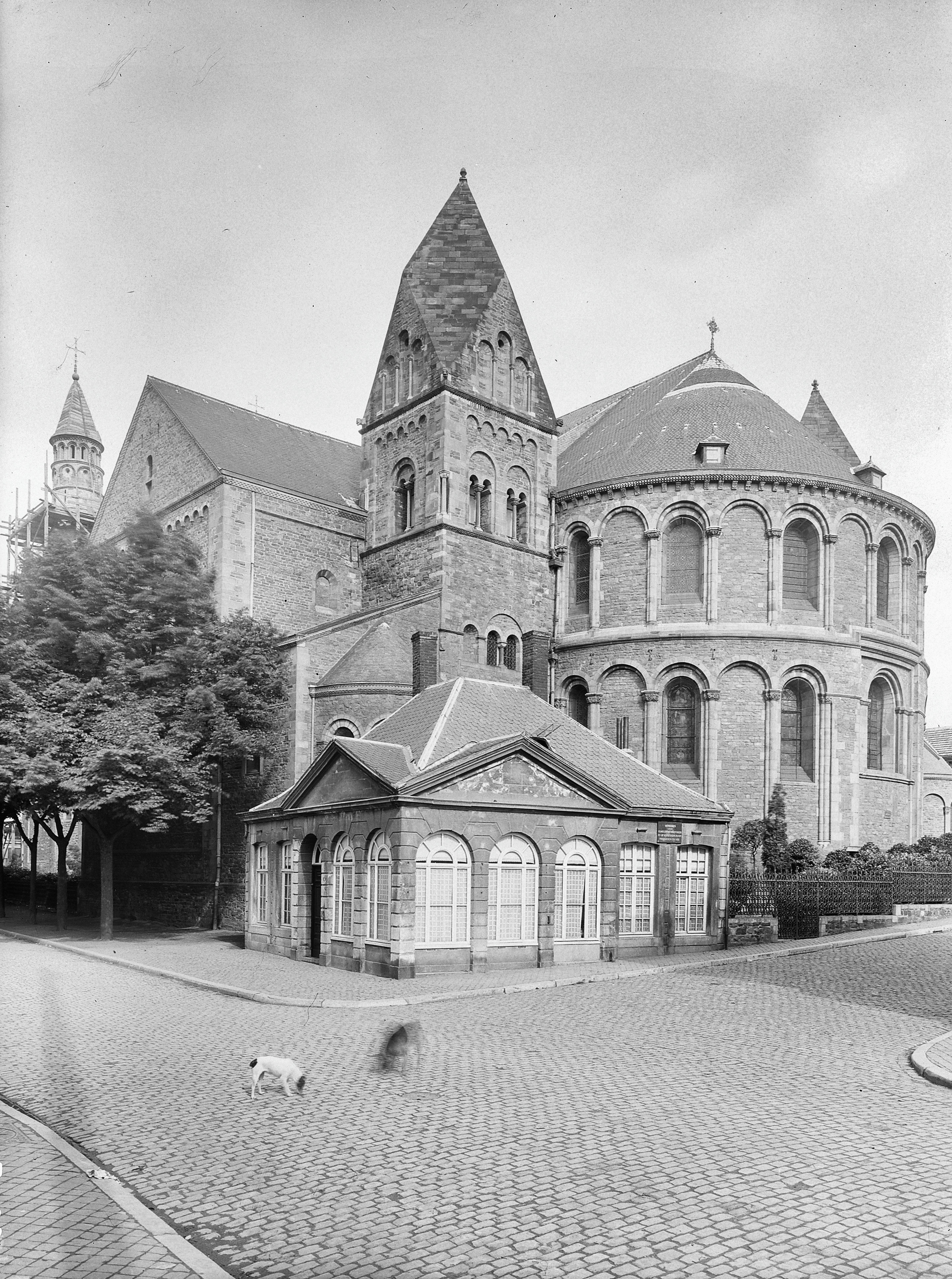
Het gebied na de sloop (G. de Hoog, 1916)

## Cultuurhistorische erfenis
Van de eeuwenoude Onze-Lieve-Vrouwepoort is niets overgebleven, op een enkele sleutel na in de collectie van het Centre Céramique. Wat wel bewaard bleef is het wachthuis bij de poort. Deze 'binnenwacht' verving een ouder wachthuis en werd in 1786 ontworpen naar ontwerp van Mathias Soiron. Op een litho van Alexander Schaepkens is te zien dat het binnenwachthuis omstreeks het midden van de 19e eeuw omgeven was door een hoge muur met schietgaten. Het betreft een neoclassicistisch bouwwerk van Naamse steen met een open portiek onder een afgeknot schilddak met twee frontons. Oorspronkelijk had dit wachthuis alleen een voorgevel aan de zijde van de Stokstraat. Het fronton bevond zich in het midden van die gevel. Bij een verbouwing in het tweede kwart van de 19e eeuw werd een deel van de Stokstraatgevel afgebroken en verplaatst naar de zijde van de Graanmarkt. De nieuwe gevel kreeg tevens een identiek portiek met fronton. Aan de westzijde van het gebouw bevindt zich een paardendrinkbak, wellicht bedoeld voor de cavaleriepaarden.
Van de stadsmuur langs de Maas is weinig bewaard gebleven. Alleen de van kolenzandsteen gebouwde Onze-Lieve-Vrouwewal geeft nog een idee van de hoogte en zwaarte van de muren.
Van de tamboer, die in 1850 op de dijk tussen de Jeker en het Kanaal Luik-Maastricht werd gebouwd, resteert een hardstenen pijler. Het fragment is bij de herinrichting van het gebied in 1978 enkele meters verplaatst en staat nu op een berm langs de Maasboulevard, bij de ingang van de parkeergarage. Aan één kant zijn de gleuven te zien, waarin bij gevaar of wateroverlast de balken ter versperring van de doorgang geplaatst konden worden.

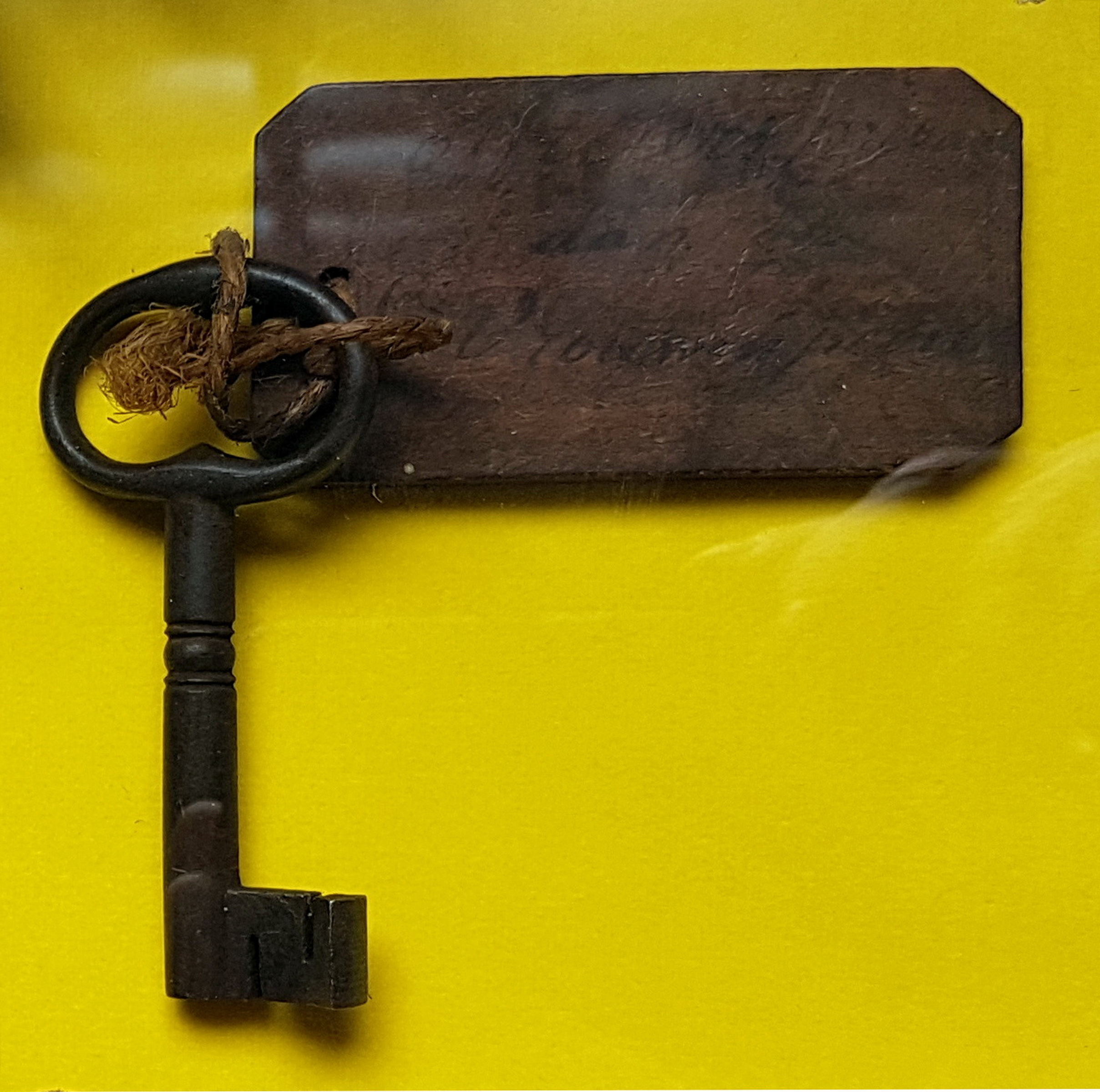
Sleutel "officierenlokaal(?)" Onze-Lieve-Vrouwepoort
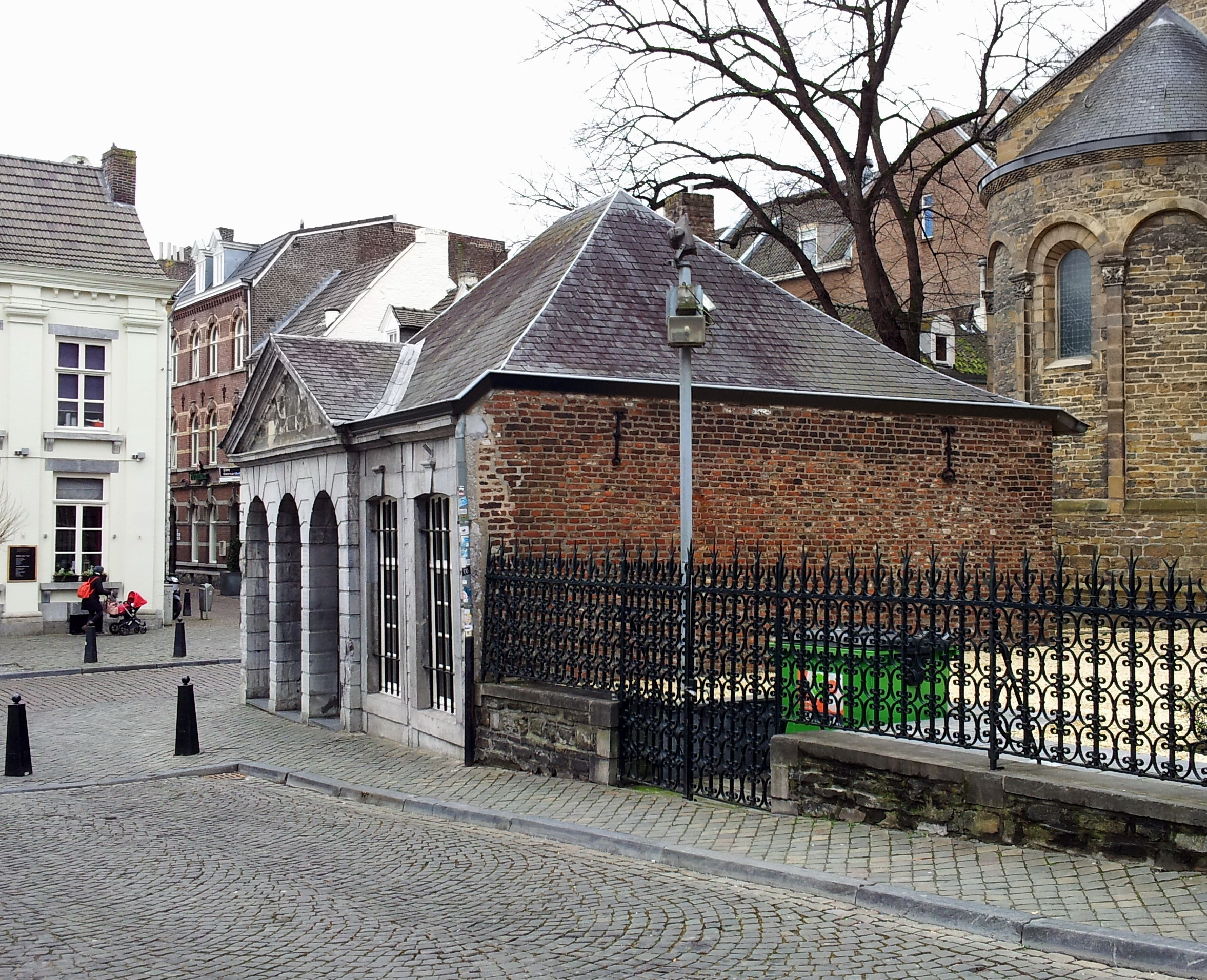
Binnenwachthuis Onze-Lieve-Vrouwepoort
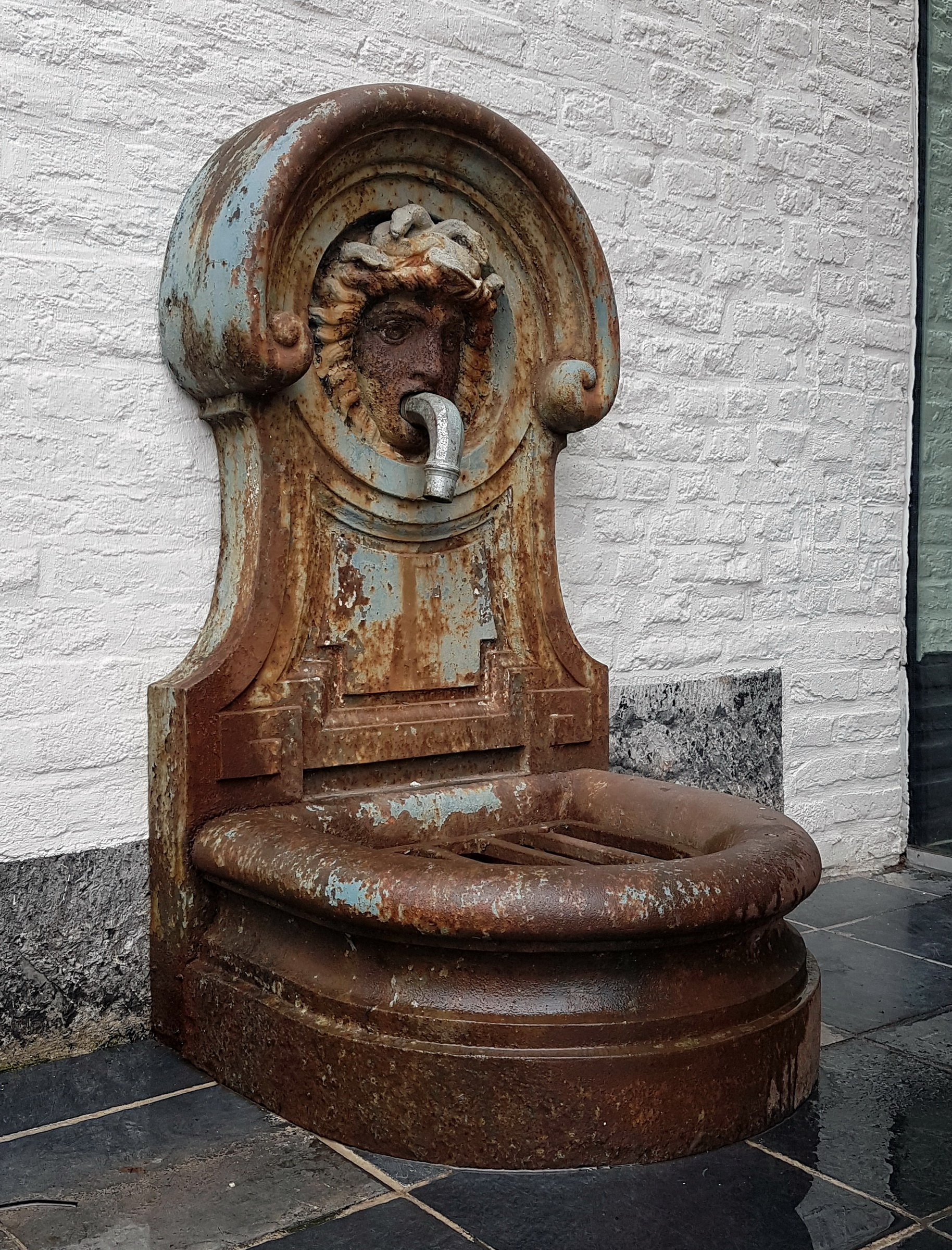
Paardendrinkbak bij het binnenwachthuis
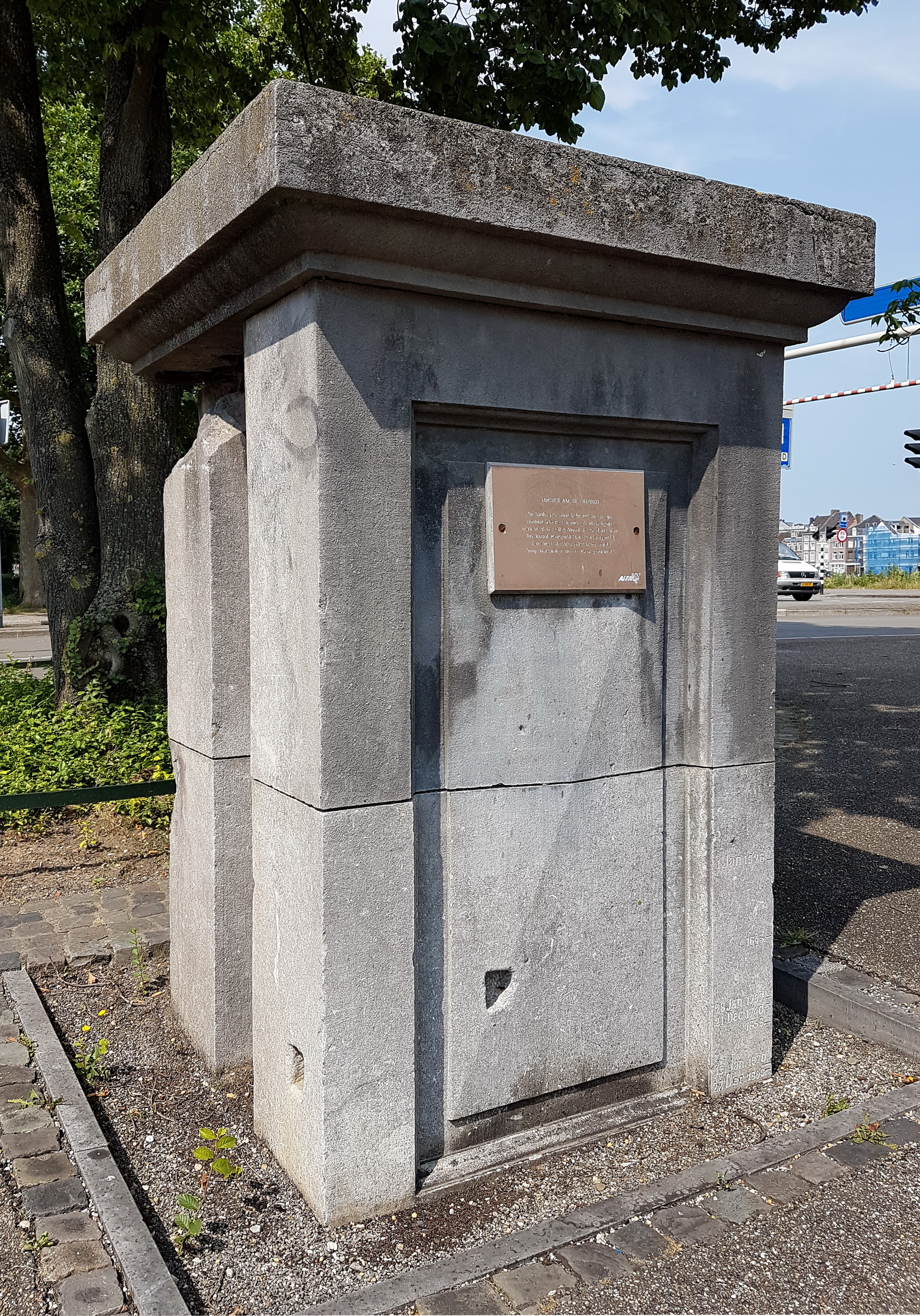
Restant tamboer aan de Maasboulevard